# Bioetika
Bioetika (z řeckého bios – život a éthos – mrav) je odvětví aplikované etiky, jehož snahou je zkoumat či vymezovat principy lidského chování souvisejícího zejména s otázkami medicíny a nakládání s (lidským) životem (potrat, euthanasie, klonování apod.).
V širším smyslu se bioetika neomezuje na otázky spojené s medicínou, nýbrž zahrnuje všechny morální problémy, které se týkají života jako takového (nikoliv jeho náplně či smyslu), tedy například otázky životního prostředí či přístupu ke zvířatům.
Bioetika zahrnuje širší oblast problémů než starší lékařská etika, která se zaměřuje především na vztahy mezi lékařem a pacientem. Je pro ni charakteristická interdisciplinarita, neboť se pohybuje mezi filosofií a etikou (popř. teologií), medicínou, psychologií, právem či ekologií.

## Vznik bioetiky
Přestože mnohé otázky, kterým se věnuje bioetika, jsou staré jako filosofie sama, bioetika je poměrně mladou disciplínou. Její vznik je spojován s 60. léty 20. století, která s novými technologiemi soustředila do lidských rukou velkou část moci nad životem (hemodialýza, transplantace orgánů, bezpečná interrupce, antikoncepční pilulka, prenatální diagnostika, intenzivní péče, respirátor). Umírání se přesunulo z domovů do nemocnic. Současně si někteří lidé začali být vědomi hazardováním s životním prostředím a v kulturní sféře proběhla vlna hnutí za lidská práva (později také za práva zvířat), feminismu a individualismu. Zděšení z nacistických praktik používaných během holocaustu poukázalo na neudržitelnost striktního oddělování vědy a výzkumu od etických hodnot. Tyto události vedly ke stále širší diskusi o dosahu počínání člověka vybaveného moderní technikou na sféru živého a na jeho etický rozměr.
Samotný název bioetika pak pochází od amerického onkologa Van Rennselaer Pottera, který tento termín použil poprvé v článku z roku 1970, publikovaném na University of Wisconsin a nazvaném Bioethics: The science of survival (Bioetika: věda o přežití). Záběr bioetiky se postupně rozrostl — jednak s příchodem nových technologií, jednak se o témata životního prostředí, kde přechází v etiku životního prostředí (environmentální etiku). Bioetika je rozšířená především v USA, do Evropy a dalších světadílů přichází o něco později.

## Přístupy
Tak jako v každé disciplíně, i v bioetice existuje pluralita přístupů a názorových proudů. Dvěma zřejmě nejrozšířenějšími východisky, které bývají stavěny do protikladu, jsou utilitarismus a deontologie — ty ovšem nevznikly s bioetikou, nýbrž jsou součástí dřívějších diskusí o etice. Zatímco utilitaristé hodnotí činy podle následků a za správné považují jednání, jež přinese co největší blaho pro co nejvíce osob, zastánci deontologie kladou důraz — někdy s odvoláním na Kanta — na lidskou důstojnost a nezadatelná práva.
Přestože někteří autoři spojují vznik bioetiky s krizí morálky určované velkými náboženstvími, mnoho bioetiků vychází z pozic svého náboženství — příkladem může být genetik a odpůrce potratů Jérôme Lejeune, zatímco například australský utilitarista Peter Singer je atheistou.

## Témata
| - antikoncepce - asistovaná reprodukce - asistovaná sebevražda - bionika - biopirátství - brain-computer interface - chimérismus - dárcovství orgánů - eugenika - euthanasie lidí a zvířat - environmentální etika - geneticky modifikované potraviny - genetické inženýrství - genomika - genová terapie - Great Ape Project - hermafroditismus - homosexualita - inseminace lidí a zvířat - interrupce - invalidita - iatrogenie - klinická smrt - klonování - kryonika - lékařský experiment - lékařské tajemství - lékařský výzkum | - lobotomie - neplodnost - obřízka - práva zvířat - paliativní péče - prodloužení života - náhradní mateřství - nanomedicína - partenogeneze - pečovatelství - placebo - populační politika - profesní etika - psychochirurgie - zneužívání drog - reprogenetika - sebevražda - slabomyslnost - sterilizace - tělesná modifikace - transfúze krve - transhumanismus - transplantace orgánů - transsexualita - umělá inteligence - umělé oplodnění - výzkum kmenových buněk |